# روایت انقلاب
روایت انقلاب یک فیلم مستند محصول سال‌های ۱۳۷۷–۷۸ دربارهٔ زندگی سیدروح االله خمینی است به کارگردانی جواد شمقدری، جمال شورجه،  تهیه‌کنندگی سیداحمد میرعلایی که در دههٔ فجر ۱۳۷۷ از شبکه دو پخش شد.

## بازیگران
- رضا ایرانمنش
- جلیل فرجاد
- سیدجواد هاشمی
- آیدا تبیانیان
- ابوالفضل شاه کرم
- افسون افشار
- افشین نخعی
- اکبر آبدیده
- تاجیه غبیشاوی
- حبیب ثامنیه
- حسین معلومی
- سیروس صابر
- شیرین صمدی
- صدیف آرمیده
- عذرا مردانیان
- علی نقی پور
- فاطمه طاهری
- مجید عبدالعظیمی
- محسن خرمدره
- محسن شرافتی
- محمد حسینخانی
- محمدرضا نوروزی
- ناصر قاسمی
- نسرین نکیسائی
- هدایت الله نوید
- علی سماواتی
- مینا معبادی
- امیر مشهدی عباس